# Le Hobbit (bandes originales)
The Hobbit : An Unexpected Journey (Original Motion Picture Soundtrack) et The Hobbit : The Desolation of Smaug (Original Motion Picture Soundtrack) sont deux double CD contenant les bandes-originales des films Le Hobbit : Un voyage inattendu et Le Hobbit : La Désolation de Smaug. Elles sont composées par Howard Shore qui a également composée les musiques de la saga Le Seigneur des anneaux. Les CD existent en édition simple et édition spéciale (qui possède des musiques en plus par rapport à l'édition simple).

## Le Hobbit: Un voyage inattendu

### Liste des titres

#### Édition standard
| 1.  | My Dear Frodo                                                        | 8:04 |
| 2.  | Old Friends                                                          | 4:29 |
| 3.  | An Unexpected Party                                                  | 3:52 |
| 4.  | Axe or Sword?                                                        | 5:57 |
| 5.  | Misty Mountains (intérprétée par Richard Armitage et The Dwarf Cast) | 1:42 |
| 6.  | The Adventure Begins                                                 | 2:04 |
| 7.  | The World is Ahead                                                   | 2:19 |
| 8.  | An Ancient Enemy                                                     | 4:58 |
| 9.  | Radagast the Brown                                                   | 4:54 |
| 10. | Roast Mutton                                                         | 4:02 |
| 11. | A Troll-hoard                                                        | 2:39 |
| 12. | The Hill of Sorcery                                                  | 3:50 |
| 13. | Warg-scouts                                                          | 3:02 |

| 1.  | The Hidden Valley                                       | 3:50 |
| 2.  | Moon Runes                                              | 3:20 |
| 3.  | The Defiler                                             | 1:13 |
| 4.  | The White Council                                       | 7:19 |
| 5.  | Over Hill                                               | 3:43 |
| 6.  | A Thunder Battle                                        | 3:55 |
| 7.  | Under Hill                                              | 1:55 |
| 8.  | Riddles in the Dark                                     | 5:21 |
| 9.  | Brass Buttons                                           | 7:37 |
| 10. | Out of the Frying-Pan                                   | 5:54 |
| 11. | A Good Omen                                             | 5:46 |
| 12. | Song of the Lonely Mountain (intérprétée par Neil Finn) | 4:09 |
| 13. | Dreaming of Bag End                                     | 1:49 |

#### Édition spéciale
| 1.  | My Dear Frodo                                                        | 8:03 |
| 2.  | Old Friends                                                          | 5:00 |
| 3.  | An Unexpected Party                                                  | 4:08 |
| 4.  | Blunt the Knives                                                     | 1:01 |
| 5.  | Axe or Sword?                                                        | 5:59 |
| 6.  | Misty Mountains (interprétée par Richard Armitage et The Dwarf Cast) | 1:42 |
| 7.  | The Adventure Begins                                                 | 2:04 |
| 8.  | The World is Ahead                                                   | 2:19 |
| 9.  | An Ancient Enemy                                                     | 4:56 |
| 10. | Radagast the Brown                                                   | 6:37 |
| 11. | The Trollshaws                                                       | 2:08 |
| 12. | Roast Mutton                                                         | 4:56 |
| 13. | A Troll-hoard                                                        | 2:38 |
| 14. | The Hill of Sorcery                                                  | 3:50 |
| 15. | Warg-scouts                                                          | 3:02 |

| 1.  | The Hidden Valley                       | 2:49 |
| 2.  | Moon Runes                              | 3:39 |
| 3.  | The Defiler                             | 1:14 |
| 4.  | The White Council                       | 9:40 |
| 5.  | Over Hill                               | 3:42 |
| 6.  | A Thunder Battle                        | 3:54 |
| 7.  | Under Hill                              | 1:54 |
| 8.  | Riddles in the Dark                     | 5:21 |
| 9.  | Brass Buttons                           | 7:37 |
| 10. | Out of the Frying-Pan                   | 5:55 |
| 11. | A Good Omen                             | 5:45 |
| 12. | Song of the Lonely Mountain             | 6:00 |
| 13. | Dreaming of Bag End                     | 1:56 |
| 14. | A Very Respectable Hobbit (Piste bonus) | 1:20 |
| 15. | Erebor (Piste bonus)                    | 1:19 |
| 16. | The Dwarf Lords (Piste bonus)           | 2:01 |
| 17. | The Edge of the Wild (Piste bonus)      | 3:34 |

## Le Hobbit: La Désolation de Smaug

### Liste des titres

#### Édition standard
| 1.  | The Quest for Erebor         | 3:23 |
| 2.  | Wilderland                   | 4:56 |
| 3.  | The House of Beorn           | 3:42 |
| 4.  | Mirkwood                     | 4:27 |
| 5.  | Flies and Spiders            | 7:51 |
| 6.  | The Woodland Realm           | 4:26 |
| 7.  | Feast of Starlight           | 2:49 |
| 8.  | Barrels Out of Bond          | 1:50 |
| 9.  | The Forest River             | 4:54 |
| 10. | Bard, a Man of Lake-Town     | 2:30 |
| 11. | The High Fells               | 2:37 |
| 12. | The Nature of Evil           | 3:20 |
| 13. | Protector of the Common Folk | 3:36 |

| 1.  | Thrice Welcome                                   | 3:33 |
| 2.  | Girion, Lord of Dale                             | 3:33 |
| 3.  | Durin's Folk                                     | 2:28 |
| 4.  | In the Shadow of the Mountain                    | 2:15 |
| 5.  | A Spell of Concealment                           | 2:51 |
| 6.  | On the Doorstep                                  | 7:46 |
| 7.  | The Courage of Hobbits                           | 3:00 |
| 8.  | Inside Information                               | 3:48 |
| 9.  | Kingsfoil                                        | 2:25 |
| 10. | A Liar and a Thief                               | 3:40 |
| 11. | The Hunters                                      | 9:04 |
| 12. | Smaug                                            | 5:24 |
| 13. | My Armor Is Iron                                 | 5:16 |
| 14. | I See Fire (Written and performed by Ed Sheeran) | 5:00 |
| 15. | Beyond the Forest                                | 5:25 |

#### Édition Deluxe
| 1.  | The Quest for Erebor                        | 3:22 |
| 2.  | Wilderland                                  | 4:56 |
| 3.  | A Necromancer (Bonus Track)                 | 2:54 |
| 4.  | The House of Beorn (extended version)       | 4:52 |
| 5.  | Mirkwood (extended version)                 | 5:31 |
| 6.  | Flies and Spiders (extended version)        | 9:35 |
| 7.  | The Woodland Realm (extended version)       | 5:14 |
| 8.  | Feast of Starlight                          | 2:48 |
| 9.  | Barrels Out of Bond                         | 1:50 |
| 10. | The Forest River (extended version)         | 5:10 |
| 11. | Bard, a Man of Lake-Town (extended version) | 3:18 |
| 12. | The High Fells (extended version)           | 3:38 |
| 13. | The Nature of Evil                          | 3:20 |
| 14. | Protector of the Common Folk                | 3:35 |

| 1.  | Thrice Welcome                                   | 3:33 |
| 2.  | Girion, Lord of Dale (extended version)          | 4:15 |
| 3.  | Durin's Folk (extended version)                  | 3:04 |
| 4.  | In the Shadow of the Mountain                    | 2:15 |
| 5.  | A Spell of Concealment (extended version)        | 3:22 |
| 6.  | On the Doorstep                                  | 7:46 |
| 7.  | The Courage of Hobbits                           | 3:00 |
| 8.  | Inside Information                               | 3:48 |
| 9.  | Kingsfoil                                        | 2:25 |
| 10. | A Liar and a Thief                               | 3:41 |
| 11. | The Hunters (extended version)                   | 9:55 |
| 12. | Smaug (extended version)                         | 6:29 |
| 13. | My Armor Is Iron                                 | 5:16 |
| 14. | I See Fire (Written and performed by Ed Sheeran) | 5:00 |
| 15. | Beyond the Forest                                | 5:25 |